# La Semana Vitivinícola
La Semana Vitivinícola (Sevi) és una publicació especialitzada i tècnica sobre el sector de la vitivinicultura, fundada el 1945.
Amb una periodicitat bimensual, tot i que ha anat variant amb el temps, és la revista degana del sector vitivinícola espanyol. Començà a publicar-se, per primera vegada en format de full informatiu, el juliol de 1945. A partir de 1949 es va transformar en una publicació de setze pàgines amb el format actual. És una publicació de referència en tots els àmbits del sector vitivinícola espanyol (enologia, viticultura, indústria auxiliar, economia sectorial ...). No debades, la "Sevi" (acrònim amb el qual és coneguda i que dona nom també a la seva pàgina web www.sevi.net) s'ha convertit en font d'informació i de referència indispensable també per a les principals institucions i organitzacions de la vinya i el vi espanyoles (el Ministeri de Medi Ambient, Medi Rural i Marí, el Fons Espanyol de Garantia Agrària, instituts tecnològics del vi, escoles d'enologia ...), com internacionals (l'Organització Internacional de la Vinya i el vi cita La Semana Vitivinícola cada any en les seves estadístiques).
Anualment, La Setmana Vitivinícola publica cinc números extraordinaris amb informació sobre guia de vins, exportacions, estadístiques, veremes i articles tècnics.